# Derek Sivers
Derek Sivers là một doanh nhân người Mỹ nổi tiếng là người sáng lập và cựu chủ tịch của CD Baby, một cửa hàng CD trực tuyến cho các nhạc sĩ độc lập. Một nhạc sĩ chuyên nghiệp (và chú hề xiếc) từ năm 1987, Sivers đã bắt đầu CD Baby một cách tình cờ vào năm 1997 khi anh  đang bán CD của mình trên trang web của mình, và bạn bè hỏi liệu anh ấy có thể bán đĩa giùm cho họ không. CD Baby tiếp tục trở thành công ty bán nhạc độc lập lớn nhất trên web, với doanh thu hơn 100 triệu đô la cho hơn 150.000 khách hàng nhạc sĩ.
Năm 2008, Sivers đã bán CD Baby để tập trung vào các dự án mới của mình để mang lại lợi ích cho các nhạc sĩ, bao gồm công ty mới của anh, MuckWork, nơi các nhóm trợ lý giúp các nhạc sĩ thực hiện "công việc ít sáng tạo bẩn thỉu" của họ. Các dự án và bài viết hiện tại của anh đều có tại sivers.org.
Vào tháng 6 năm 2013, Sivers đã ra mắt công ty mới của mình, Wood Egg, công bố hướng dẫn hàng năm về cách xây dựng các công ty ở Campuchia, Trung Quốc, Hồng Kông, Ấn Độ, Indonesia, Nhật Bản, Hàn Quốc, Malaysia, Mông Cổ, Myanmar, Philippines, Singapore, Sri Lanka, Đài Loan, Thái Lan và Việt Nam.
Sivers đang sống ở Oxford, Anh.

## CD Baby
Derek Sivers đã chuyển quyền sở hữu công ty của mình cho một unitrust từ thiện cho giáo dục âm nhạc và đã để cho unitrust nàyg bán nó cho Disc Makers. Thỏa thuận này yêu cầu ủy thác phải trả 5% giá trị của ủy thác hàng năm (giả sử là $ 1,100,000 trước thuế, dựa trên giá bán là 22 triệu USD như báo cáo của Sivers)  cho đến khi chết, và sau khi chết thì phần còn lại sẽ chuyển sang dùng làm từ thiện.